# Sisyphus longipes
Sisyphus longipes là một loài bọ cánh cứng trong họ Bọ hung (Scarabaeidae).

## Hình ảnh

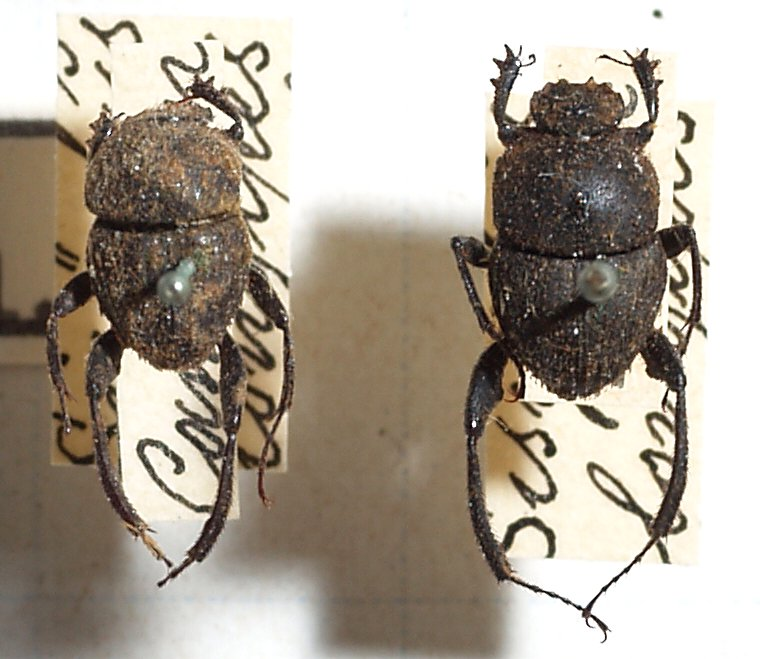